# Кракен прокидається
«Кракен прокидається» (англ. The Kraken Wakes) — науково-фантастичний роман англійського письменника Джона Віндема 1953 року, що присвячений темі інопланетного вторгнення. Це другий роман письменника, написаний під псевдонімом «Джон Віндем». 

## Назва
У назві роману використано ім'я кракена, міфічного морського чудовиська величезних розмірів. Згідно легендам, він мешкає біля берегів Норвегії та Ісландії. Існують різні думки про те, який у нього вигляд.
Деякі описують його як гігантського кальмара, інші як восьминога. Перші рукописні згадки про кракена можна знайти у данського єпископа Генріка Понтоппідана, який у 1752 р. записав різноманітні усні легенди про нього. Спочатку словом «кгаке» іменували будь-яку деформовану тварину, яка сильно відрізняється від собі подібних. Пізніше воно перейшло в багато мов і стало означати саме «легендарне морське чудовисько».Незважаючи на назву, в книзі інопланетян жодного разу не називають кракенами. 

## Публікації
Вперше роман вийшов у липні 1953, у видавництві Michael Joseph у Великій Британії, у тому ж році роман  був опублікований у США  видавництвом Ballantine Books під назвою «З глибин» (англ. Out of the Deeps) з деякими текстовими змінами. . Наступні британські видання з'явилися у видавництві Penguin.

## Сюжет
На Землю прибувають інопланетяни, імовірно з Юпітера або Нептуна. Ці істоти можуть жити тільки в умовах великих тисків, через що базуються в найглибших місцях світового океану. Контакт між ними і людьми стає неможливий.
Незважаючи на це, прибульці оголошують війну людству і намагаються всіма можливими методами підкорити Землю. У світі йде холодна війна, через яку світові держави не можуть об'єднатися і прийняти заходи проти прибульців. Зрештою інопланетянам вдається розтопити полярні льоди, і на Землі починається новий всесвітній потоп.

## Стиль
Роман оповідає у діловій манері  та формі про події в ретроспективі. При цьому,  читачеві лише розповідається про прибульців, самі вони ніколи не виникають в романі і залишаються  прихованими від читача.
Роману передує вірш Альфреда Теннісона  The Kraken  (1830) , з якого також взята назва The Kraken wakes. У першій частині твору наводиться багато фактів з НЛО істерії, яка охопила людство у 1940-і, 1950-і роки, і з якою працював Віндхам.

## Критика
Branislav L. Slantchev у своїй  рецензії у Götterdämmerung.org відносить цей твір до кращих творів Віндема. Завдяки тому, що прибульці постійно залишаються в таємниці і читач нічого не дізнається про них, а також завдяки діловому стилю твору,  історія на його думку виглядає ще страшною. 
Радянський критик Юлій Кагарлицький у статті, присвяченій Віндему, писав, що Віндем витлумачував звичайну для фантастики тему незвично і своєрідно, у тому числі тему вторгнення. На його думку, Віндем своїми двома романами про вторгнення («Кракен...», «Зозулі Мидвича») кинув виклик «Війні світів» Герберта Веллса.  Британська авторка фентезі Джо Волтон у своєму відгуку зазначила, що це не найкращий роман Віндема, але найкраще, що їй запам'яталося. Вона порекомендувала прочитати книгу тим, хто цікавиться затишними катастрофами, ідеєю вторгнення у 1953 році, таємничими прибульцями» і т. д.